# Hørren rykker frem
Hørren rykker frem er en dansk dokumentarfilm fra 1942, der er instrueret af Theodor Christensen efter eget manuskript.

## Handling
I 1941 opførte F.D.B. i Viby en ny fabrik ved navn Linum, der fungerede som centralt hørskætteri for hele landet og desuden leverede en stor del af råvarerne til den nærliggende tovværksfabrik. Høst, transport og bearbejdning i fabrikkens store maskiner skildres.